# Alejandro Salas
Alejandro Antonio Salas Zegarra (Lima, 2 de mayo de 1977) es un abogado y político peruano. Fue ministro de Trabajo y Promoción del Empleo del Perú, entre agosto y diciembre de 2022, en el gobierno de Pedro Castillo. También fue ministro de Cultura, entre febrero y agosto de 2022, en el mismo gobierno.

## Biografía

### Familia
Alejandro Antonio nació el 2 de mayo de 1977 en la ciudad de Lima. Es hijo del coronel (r) del Ejército de Perú Felipe Salas Rebata y Elizeny Zegarra Valdivia. Está casado con Yesenia Rojas Herrera (periodista), con quien tiene dos hijas, Valentina y Mía quienes tienen como hermana mayor a Alejandra Micaela.

### Formación
Estudió en la Universidad de San Martín de Porres, donde se graduó de abogado en el 2001. Con estudios de Maestría en Derecho Constitucional (de la Universidad Nacional Federico Villarreal) y grado académico de Magíster en Gestión Pública (mención en Defensa Nacional) en el Centro de Altos Estudios Nacionales. Además, ha seguido especializaciones de Contrataciones Públicas y en Comunicación Política en la Universidad del Pacífico y Gestión de Gobiernos Locales, Programa en Gestión Local (PGM) Civis de la Universidad ESAN, con Estudios de Defensa y Manejo de Crisis CEDEYAC Prom XV por la Escuela Superior de Guerra de la Marina.

### Trayectoria profesional
Tiene amplia experiencia en gestión pública. Trabajó para la Municipalidad Metropolitana de Lima, las municipalidades del Rímac, distrito de Pueblo Libre en donde fue electo como Regidor en dos periodos 2006-2010 y 2015-2018, distrito de Breña y Jesús María, además de trabajar en SUTRAN como subgerente en la Sutrán y como abogado en el Ministerio de Vivienda y la SUNASS.

## Carrera política
Como militante del partido político Somos Perú, fue regidor por el distrito limeño de Pueblo Libre en dos periodos 2007-2010 y 2015 y 2018. En las elecciones municipales de 2018, postuló como candidato a la alcaldía de ese mismo distrito. Posteriormente, participó en las elecciones parlamentarias de 2020 y las elecciones generales de 2021 como candidato al Congreso de la República. Pero no resultó electo.

### Ministro de Estado
El 1 de febrero de 2022, fue nombrado ministro de Cultura del Perú en el gobierno de Pedro Castillo, razón por la cual solicitó licencia de su partido Somos Perú. El 5 de agosto del mismo año, tras un cambio de gabinete, fue nombrado ministro de Trabajo y Promoción del Empleo del Perú. Fue el primer ministro en renunciar al Gabinete Ministerial al mostrar su oposición al Mensaje a la Nación del Presidente de la República del 7 de diciembre de 2022, renuncia en la que recalcó la defensa de sus principios democráticos.